# Baek Ji-young
Đây là một tên người Triều Tiên, họ là Baek.
Baek Ji Young (tiếng Hàn: 백지영; Hanja: 白智榮; Hán-Việt: Bạch Chí Anh, sinh ngày 25 tháng 3 năm 1976) là một ca sĩ pop ballad Hàn Quốc.

## Đời sống cá nhân
Baek Ji Young đã kết hôn với nam diễn viên Jung Suk-won vào 2 tháng 6 năm 2013 tại Sheraton Grande Walkerhill. Cặp đôi bắt đầu hẹn hò vào năm 2011, và đang chờ đợi đứa con đầu lòng. Tuy nhiên, vào 27 tháng 6 năm 2013, nó đã được xác nhận rằng Baek bị sẩy thai, sau bốn tháng mang thai.

## Danh sách đĩa nhạc
| - 1999: Sorrow (Vol. 1) - 2000: Rouge (Vol. 2) - 2001: Tres (Vol. 3) - 2003: Smile (Vol. 4) - 2006: Smile Again (Vol. 5) - 2007: The Sixth Miracle (Vol. 6) - 2008: Sensibility (Vol. 7) - 2011: Pitta (Vol. 8) - 2009: EGO - 2012: Good Boy - 2000: Volume 1 & 2 Repackage - 2006: Thank You I Can Smile Again | - 2001: Live Concert (Album trực tiếp) - 2002: Best & Live New Release (Album hay nhất & trực tiếp) - 2003: Ultimate Edition (Album hay nhất) - 2010: Timeless; The Best (Album hay nhất) - 2013: Flash Back (OST Album hay nhất) - 2006: "Love Is Beautiful" - 2006: "Tomorrow" (도전성공시대 '내일은 모델퀸') - 2007: "Crush" (với Jade from Sweetbox) - 2007: No.1 Hitz: The Biggest Hits From Today's Supersta - 2008: "Love Is...Lalala" (với Yuri) - 2008: "Gypsy Tears" - 2009: "Love Is Not a Crime" ("사랑이 죄인가요") (Ja Myung Go OST) - 2009: "Don't Forget" ("잊지 말아요") (IRIS OST) - 2010: "That Woman" ("그 여자") (Secret Garden OST) - 2011: "Again, I Love You Today" ("오늘도 사랑해") (The Princess' Man OST) - 2011: "I Can't Drink" ("아이캔’t 드링크") (The Greatest Love OST) - 2012: "It Hurts Here" ("여기가 아파") (A Thousand Days' Promise OST) - 2012: "After a Long Time" ("한참 지나서") (Hoàng tử gác mái OST) - 2012: "Love and Love" ("사랑아 또 사랑아") (Arang Sử đạo truyện OST) - 2013: "Spring Rain" ("봄비") (Gu Family Book OST) - 2013: "I'm Just Crying" ("울고만있어") (Good Doctor OST) - 2014: "Fervor" ("불꽃") (The Fatal Encounter OST) |

## Giải thưởng

### Mnet Asian Music Awards
| Năm  | Thể loại                      | Đề cử                                      | Kết quả   |
| ---- | ----------------------------- | ------------------------------------------ | --------- |
| 1999 | Nghệ sĩ mới đơn xuất sắc nhất | "Choice" (선택)                            | Đề cử     |
| 2000 | Nghệ sĩ nữ xuất sắc nhất      | "Sad Salsa"                                | Đề cử     |
| 2006 | Nghệ sĩ nữ xuất sắc nhất      | "I Won't Love" (Smile Again)               | Đoạt giải |
| 2009 | Nghệ sĩ nữ xuất sắc nhất      | "Like Being Hit by a Bullet" (Sensibility) | Đoạt giải |
| 2011 | Nghệ sĩ nữ xuất sắc nhất      | "Ordinary" (Pitta)                         | Đoạt giải |
| 2011 | OST xuất sắc nhất             | "That Woman" - Secret Garden               | Đoạt giải |

## Giải thưởng chương trình âm nhạc
Đây là bộ sưu tập giải thưởng của Baek Ji-young chiến thắng trên chương trình âm nhạc Hàn Quốc.

### Inkigayo
| Năm  | Ngày        | Bài hát                                   |
| ---- | ----------- | ----------------------------------------- |
| 2000 | 11 tháng 6  | Dash                                      |
| 2000 | 18 tháng 6  | Dash                                      |
| 2000 | 20 tháng 8  | Sad Salsa                                 |
| 2006 | 4 tháng 6   | 사랑안해 (I Won't Love)                   |
| 2008 | 21 tháng 12 | 총맞은것처럼 (Like Being Hit by a Bullet) |
| 2009 | 4 tháng 1   | 총맞은것처럼 (Like Being Hit by a Bullet) |

### Music Bank
| Năm  | Ngày        | Bài hát                                     |
| ---- | ----------- | ------------------------------------------- |
| 2000 | 25 tháng 5  | Dash                                        |
| 2000 | 1 tháng 6   | Dash                                        |
| 2000 | 8 tháng 6   | Dash                                        |
| 2000 | 10 tháng 8  | Sad Salsa                                   |
| 2000 | 24 tháng 8  | Sad Salsa                                   |
| 2008 | 5 tháng 12  | 총 맞은 것처럼 (Like Being Hit by a Bullet) |
| 2008 | 12 tháng 12 | 총 맞은 것처럼 (Like Being Hit by a Bullet) |
| 2008 | 19 tháng 12 | 총 맞은 것처럼 (Like Being Hit by a Bullet) |
| 2009 | 2 tháng 1   | 총 맞은 것처럼 (Like Being Hit by a Bullet) |
| 2009 | 9 tháng 1   | 총 맞은 것처럼 (Like Being Hit by a Bullet) |

### Music Camp
| Năm  | Ngày       | Bài hát |
| ---- | ---------- | ------- |
| 2000 | 27 tháng 5 | Dash    |
| 2000 | 3 tháng 6  | Dash    |
| 2000 | 10 tháng 6 | Dash    |